# Georg Rung
Georg Adolph Rung (9. september 1845 i København – 28. marts 1903 sammesteds) var en dansk officer, meteorolog og opfinder, bror til Frederik Rung og Sophie Keller og far til Otto Rung.

## Karriereforløb
Han var søn af kgl. kapelmusikus Henrik Rung og Frederikke Charlotte Pouline Lichtenstein. Rung blev student fra Borgerdydskolen på Christianshavn 1864 og sekondløjtnant i artilleriet 1867. Hans militære løbebane blev dog snart afbrudt ved sygdom, men efter at han ved et vinterophold i Syden havde genvundet sine kræfter, blev han 1872 ansat som assistent ved det nyoprettede Meteorologiske Institut og blev 1883 underbestyrer for samme. Rung var kaptajn i artilleriets forstærkning fra 1882 til 1900.

## Opfinder
Rung skrev i denne egenskab en række afhandlinger og virkede som opfinder. For med lethed at kunne reproducere vejrkort
opfandt han i 1880 reautografien; endvidere en række apparater til brug ved hydrografiske undersøgelser, således universal-bathometeret (efter et af professor C.V. Prytz angivet princip), samt apparater til måling af temperatur i havdybder samt til optagning af vandprøver. Endvidere opfandt han en række selvregistrerende apparater til måling af lufttryk, regnmængde og vindstyrke. I 1881 konstruerede Rung en termograf, 1882 en vandprøvehenter med dybhavstermometer, 1884 sinusvægten, en pluviograf og en barograf.
Også på andre områder gjorde Rung betydningsfulde opfindelser, hvoraf bør nævnes rotationsindikatoren og forskellige opfindelser af artilleristisk betydning. Fra mange sider modtog Rung udtryk for anerkendelse af den virksomhed, han har udfoldet, bl.a. ved at hans opfindelser ved de vigtigste udstillinger i Europa og Nordamerika blev belønnede med guldmedalje. 1885 fik han det danske Videnskabernes Selskabs sølvmedalje for en indsendt afhandling om Selvregistrerende meteorologiske Instrumenter, hvilken blev optaget i selskabets skrifter. Et betydningsfuldt arbejde fra hans hånd foreligger endvidere i det store værk Repartition de la pression atmosphérique sur l'océan Atlantique septentrional (1894).
I 1892 udnævntes han til Ridder af Dannebrog, og 1898 modtog han Dannebrogsmændenes Hæderstegn.
1872 ægtede han Hanne Christine Berg (1. august 1851 på Skovsbo - 17. februar 1912 på Frederiksberg), datter af godsejer, cand.jur. Hans Christian von Westen Berg (1811-1851) og Catharina Rohmann (1829-1887).